# MACS J0025.4-1222
MACS J0025.4-1222 è un ammasso di galassie formatosi a seguito della collisione di altri due ammassi. Fa parte del programma di osservazioni del MAssive Cluster Survey (MACS). Come il Bullet Cluster (1E 0657-558), un ammasso precedentemente scoperto, anche MACS J0025.4-1222 evidenzia una netta separazione tra la zona centrale di gas intergalattico (per lo più costituito da massa ordinaria, barionica) e i due ammassi in collisione.
L'immagine di MACS J0025.4-1222, rilevata dal Telescopio spaziale Hubble, mostra il gas intergalattico che appare di colore rosa ed i baricentri degli ammassi sono rappresentati in blu, come avviene nel Bullet Cluster. Pertanto, senza condizionamenti, viene fornita un'evidenza diretta dell'esistenza della materia oscura ed il supporto all'ipotesi che le sue particelle interagiscano solo molto debolmente.

## Dettagli
L'illustrazione riprodotta è l'immagine composita di esposizioni effettuate separatamente dai rilevatori ACS e WFPC2 del Telescopio spaziale Hubble e dal rilevatore ACIS del telescopio spaziale Chandra. Hubble ha raccolto le immagini il 5 novembre 2006 e il 6 giugno 2007. Le immagini di Hubble, nella banda della luce visibile, hanno permesso agli astronomi di dedurre la distribuzione della massa totale, sia per quanto riguarda la materia oscura che ordinaria.  Mediante l'effetto di lente gravitazionale Hubble ha potuto mappare la materia oscura (che appare in blu). La distribuzione della materia ordinaria (in rosa) è per la gran parte sotto forma di gas caldo luminosamente incandescente a causa dei raggi X. La sua distribuzione è stata poi accuratamente mappata con i dati di Chandra.
Il team internazionale di astronomi che ha effettuato lo studio è stato guidato da Marusa Bradac dell'Università della California, Santa Barbara e Steve Allen del Kavli Institute for Particle Astrophysics and Cosmology all'Università di Stanford e Stanford Linear Accelerator Center (SLAC).
I due ammassi che costituiscono MACS J0025.4-1222 hanno ognuno una massa quasi un miliardo di volte quella del Sole. La fusione delle due componenti avviene alla velocità di milioni di miglia orarie e, scontrandosi, le due masse di gas caldo vanno incontro ad un rallentamento, mentre questo non avviene per la materia oscura che interagisce solo debolmente. 
La separazione tra la materia normale (rosa) e la materia oscura (blu) fornisce, quindi, la prova diretta dell'esistenza della materia oscura e sostiene l'idea che le particelle di materia oscura interagiscono tra di loro quasi completamente a causa della gravità.
.